# Superkontinent
Superkontinent je kopnena masa koja obuhvaća više od jedne kontinentalne jezgre ili kratona. Skup kratona i sraštenih terena koji oblikuju Euroaziju označavaju se danas kao superkontinent.

## Povijest
Paleogeografi koriste termin superkontinent za označavanje jedinstvene kopnene mase koja se sastoji od svih modernih kontinenata. Najraniji poznati kontinent Rodinia razlomio se prije otprilike 750 milijuna godina. Jedan od fragmenata uključivao je velike dijelove kontinenata koji se danas nalaze na južnoj hemisferi. Pomicanje kontinenata je ponovo okupilo fragmente Rodinije zajedno, ali u različitoj konfiguraciji tijekom paleozoika, stvorivši najpoznatiji superkontinent Pangeu. Pangea se naposljetku razlomila na sjeverni i južni superkontinent, Lauraziju i Gondvanu.
Moderna proučavanja pokazuju da se superkontinenti formiraju u ciklusima tako da se okupljaju zajedno, pa ponovno lome kroz tektoniku ploča ugrubo svakih 250 milijuna godina. Nedavno su dr. John J. Rogers i dr. M. Santosh predložili postojanje starijeg superkontinenta Kolumbije koji se oblikovao i razlomio tijekom razdoblja od prije 1.8 do 1.5 milijardi godina (1.8-1.5 Ga).

## Geologija
Superkontinenti blokiraju tok topline iz Zemljine unutrašnjosti, te stoga uzrokuju pregrijavanje astenosfere. Naposljetku se litosfera počinje izdizati i pucati, a magma koja se izdiže uzrokuje razmicanje fragmenata. Trenutno se raspravlja o načinu na koji se superkontinenti ponovno oblikuju, da li pomicanje kontinenata ponovno spaja kontinente nakon putovanja oko planeta ili se oni spajaju ponovo natrag nakon što su se razmaknuli. 
U ostalim znanostima poput povijesti i geografije kopnene mase povezane prevlakom također se smatraju superkontinentima ili samo kontinentima poput Amerike. Neki povjesničari spojenu kopnenu masu Afrike i Euroazije nazivaju superkontinentom Afrika-Euroazija, ali on zapravo nije geološki superkontinent.

### Djelomični(nepotpuni)popis glavnih superkontinenata tijekom prošlosti
- Euroamerika
- Gondvana
- Laurazija
- Nena

### Djelomični(nepotpuni)popis superkontinenata obrnutim kronološkim redom(stratolitičkim redom)koji je obuhvaćao gotovo sve zemlje u vremenu
- Pangaea Ultima ili Amazija (prije ~250 – ~400 milijuna godina od danas)
- Euroazija (današnji superkontinent)
- Pangea (prije ~300 – ~180 milijuna godina)
- Panotija (prije ~600 – ~540 milijuna godina)
- Rodinija (prije ~1.1 – ~750 milijuna godina)
- Kolumbija (prije ~1.8 – 1.5 Ga)
- Kenorland (prije ~2.45 – ~2.10 Ga)
- Ur (prije ~3 Ga, vjerojatno nije bio superkontinent; ali je do sada najraniji poznati kontinent. Ur je ipak bio najveći, možda čak jedini kontinent prije tri milijarde godina, pa neki tvrde da je Ur svojevremeno bio superkontinent, čak iako je bio manji nego što je danas Australija)

## Vanjske poveznice
- Palaeos.com: Opća povijest Zemlje
- Projekt Paleomap — Christopher R. Scotese